# Ponte Caldelas
Ponte Caldelas är en kommun i Spanien. Den ligger i provinsen Pontevedra i den autonoma regionen Galicien i nordvästra delen av landet, 500 km nordväst om huvudstaden Madrid. Antalet invånare är 5 580 (2024). Arean är 87,00 kvadratkilometer.